# Schoko Okroy
Schoko Okroy ist ein deutscher Regisseur und Regieassistent. Bekannt ist er vor allem für seine langjährige Tätigkeit als 1. Regieassistent bei internationalen und deutschen Film- und Fernsehproduktionen.

## Karriere
Schoko Okroy begann seine Karriere in der Filmbranche Ende der 1980er Jahre. Erste größere Arbeiten übernahm er in der Produktionsleitung, unter anderem bei der Fernsehserie Anna Domina (1991–1993).
Seitdem war er bei zahlreichen Produktionen als 1. Regieassistent tätig, unter anderem bei:
- Rush – Alles für den Sieg (2013, Regie: Ron Howard)
- Boat Trip (2002, Regie: Mort Nathan)
- Out of Control (2017, Regie: Axel Sand)
- Der Palast (2020/2021)
- Murot und das Prinzip Hoffnung (2020/2021)
- Heile Welt (2019/2020)
- Der Tod der Anderen (2015/2016)

Gelegentlich übernahm Okroy auch Regieaufgaben, so z. B. bei den Dokumentarserien Die Germanen (2011) und Die Steinkohle (2018).